# DEWOG-Bewegung
Die DEWOG-Bewegung bezeichnet die freigewerkschaftlich-genossenschaftliche Wohnungsfürsorge in der Weimarer Republik. Sie bildete einen Verbund von reichsweit tätigen Wohnungsunternehmen zum gemeinnützigen Kleinwohnungsbau.

## Gründung

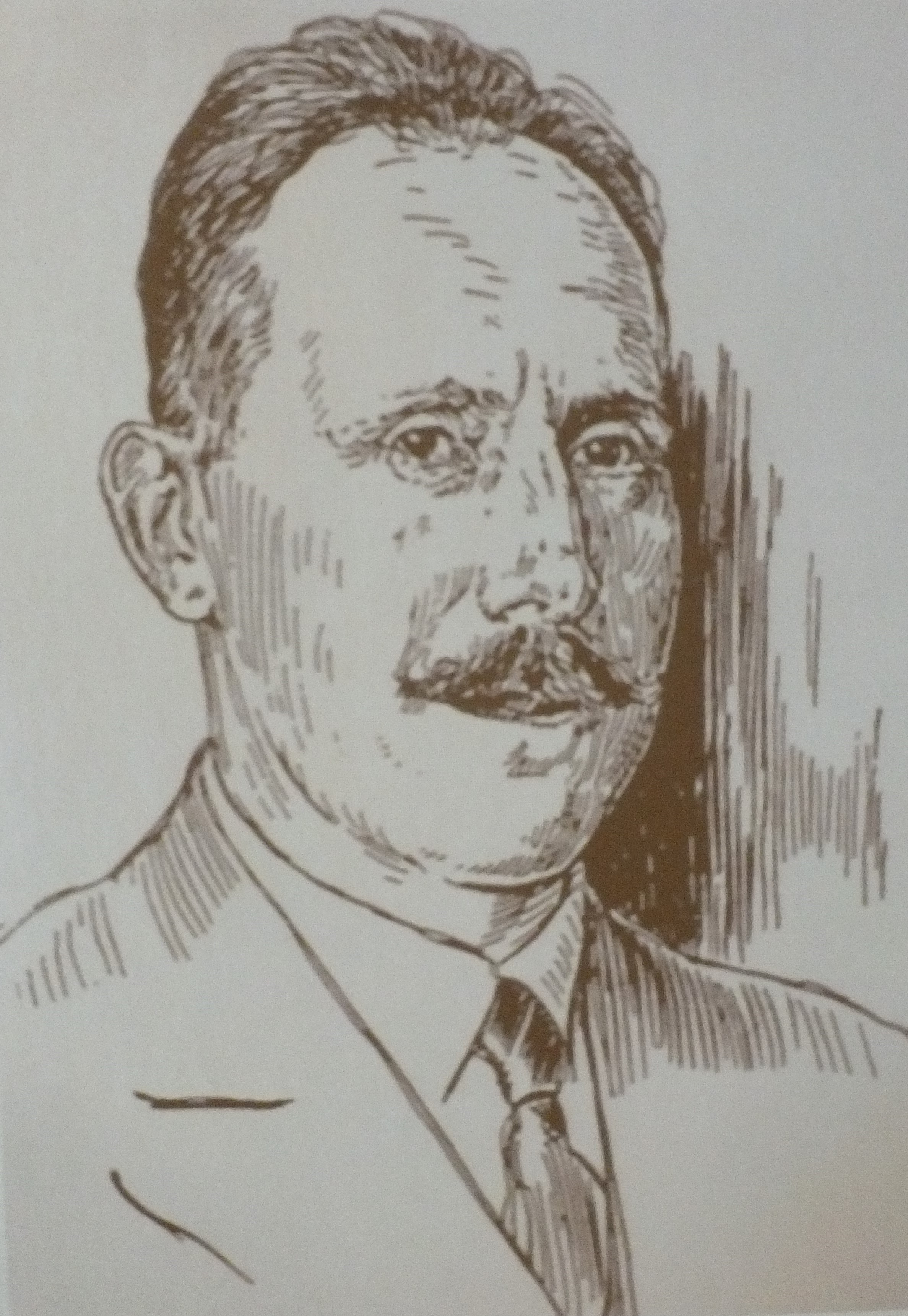
August Ellinger (1880–1933) um 1920

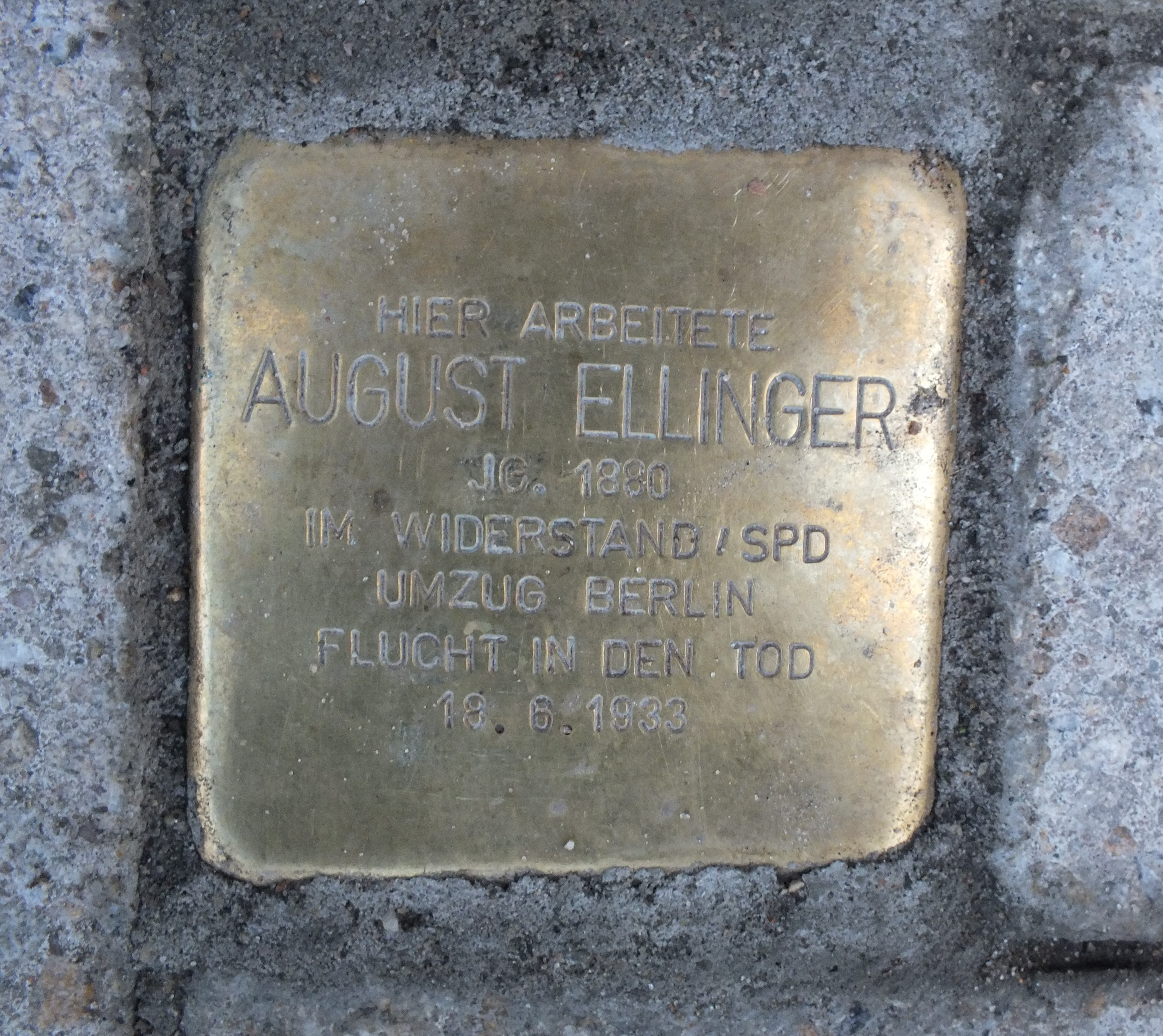
Stolperstein für den Gründer August Ellinger vor dem Gewerkschaftshaus Hamburg, der 1933 durch Suizid starb

Am 14. März 1924 wurde die Deutsche Wohnungsfürsorge-Aktiengesellschaft DEWOG für Beamte, Angestellte und Arbeiter unter Federführung des vormaligen Schöneberger Stadtbaurates, Architekten und Volkswirtschaftlers Martin Wagner als Arbeitnehmer-Wohnungsfürsorgegesellschaft im gewerkschaftlich-genossenschaftlichen Verbund für das Gebiet des Deutschen Reiches der Weimarer Republik gegründet. Sie firmierte die ersten Monate zunächst als Revisionsverband REWOG, Reichswohnungsfürsorge A.G. für Beamte, Angestellte und Arbeiter. Als Aktionäre traten zunächst der freigewerkschaftliche Allgemeine Deutsche Gewerkschaftsbund ADGB, der Allgemeine freie Angestelltengewerkschaftsbund AfA-Bund und der Allgemeine Deutsche Beamtenbund ADB, die Bank der Arbeiter sowie der Verband sozialer Baubetriebe (VsB, 1920 von Martin Wagner gemeinsam mit August Ellinger initiiert und begründet), als Organisation der Bauhütten-Bewegung, auf. Die Volksfürsorge-Versicherung sowie weitere Einzelgewerkschaften traten jenem Verbund später hinzu.

## Geschichte

### Vorgeschichte des DEWOG-Verbundes – Bauhütten und der Verband sozialer Baubetriebe VsB
Bereits als Stadtbaurat des Berliner Bezirkes Schöneberg hatte Martin Wagner ab 1918 (erster symbolischer Spatenstich bereits im Dezember), deutlich vor relevanten Eingemeindungen infolge des Groß-Berlin-Gesetzes 1920, die Errichtung des Kleinraumwohnungs-Siedlungsprojektes „Lindenhof“ geplant und leitend durchgeführt. Sie firmiert heute als Genossenschaft GeWoSüd e.G., www.gewosued.net. In durchgrünt-parkähnlicher Wohnanlage, um einen Pfuhl-Teich herumgruppiert, wurden an Erschließungsstraßen 127 Vierfamilien- sowie 75 Einfamilienhäuser in Reihenhausbauweise für Fabrikarbeiterfamilien hergestellt, die den Ansprüchen an die Architektur, menschenwürdigen Wohnraum mit Licht, Luft und Grün zu schaffen, gerecht werden sollten. Das noch Gartenstadt-inspirierte Lindenhof-Ensemble ergänzte als planender Architekt Bruno Taut (1880–1938) mit dem zentralen Ledigenheim samt Räumlichkeiten jener Siedlungsgemeinschaft in der Ecke Schöneberger Eythstraße & Domnauer Straße.
Am 26. April 1919 hielt Wagner seinen Vortrag über „Die Sozialisierung der Baubetriebe“ vor der Sozialisierungskommission. August Ellinger, Vorstandsmitglied des Deutschen Bauarbeiterverbandes, brachte daraufhin auf dessen erstem Verbandstag am 6. Mai 1919 einen Antrag auf Sozialisierung des Bau- und Wohnungswesens ein. Bereits am 18. Oktober 1919 wurde die erste Bauhütte – soziale Baugesellschaft m.b.H. Berlin gegründet. Auf dem zweiten Verbandstag des Deutschen Bauarbeiterverbandes am 12. Mai 1920 beschloss dieser eine finanzielle wie auch organisatorische Unterstützung sozialisierter Baubetriebe. Die Gründung eines solchen Verbandes sozialer Baubetriebe VsB, zur organisatorischen Zusammenfassung bereits existierender Bauhütten und Bauproduktiv-Genossenschaften, erfolgte am 16. September 1920. Martin Wagner war zwar auch erster Geschäftsführer des VsB, trat jedoch in Auseinandersetzungen im Widerstreit von betrieblichen Mitbestimmungsgremien und begehrten erweiterten Entscheidungs- und Weisungskompetenzen der VsB-Leitung recht bald zurück. In Nachfolge als hauptamtlicher VsB-Geschäftsführer wurde von den Gewerkschaftsverbänden im April 1922 schließlich August Ellinger berufen, welcher diese Funktion bis zur Machtergreifung der Nationalsozialisten ausübte. Auf dem Leipziger Verbandstag des Deutschen Baugewerkverbandes im Jahre 1922 wurde beschlossen, dass fünf Prozent jener der Bundeskasse zufließenden, ordentlichen Einnahmen aus örtlichen und bezirklichen Mitgliedsbeiträgen für die Sozialisierung des Bauwesens zu verwenden seien. Den VsB-Mitgliedern wurde zudem empfohlen, durch Erwerb von Schuldscheinen den VsB zu unterstützen. Im Jahre 1925 fasste der deutsche Bauhüttentag, als Konferenz der Leitungen bestehender sozialer Baubetriebe, am 15. und 16. März schließlich sogar diverse Beschlüsse, welche auf das Ziel der Bildung eines leistungsstarken, nationalen Baukonzerns gerichtet waren.

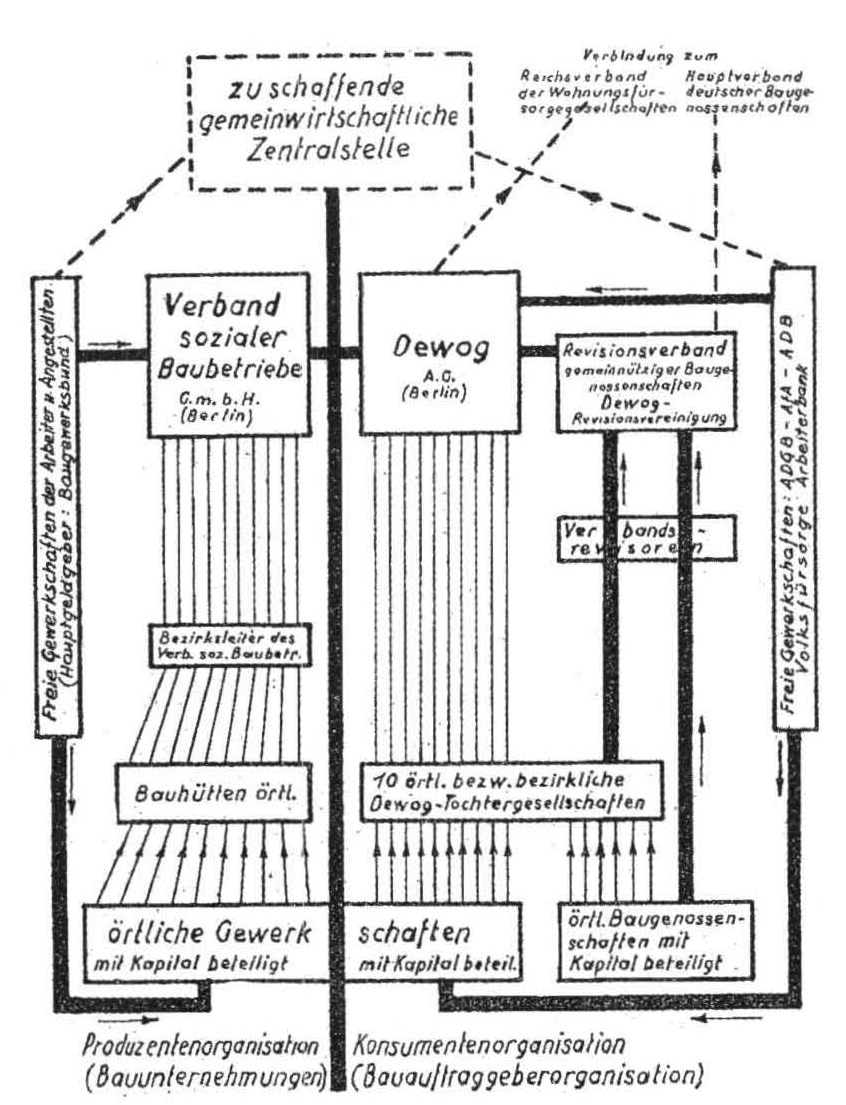
VsB + DEWOG, Organigramm des „Verbandes sozialer Baubetriebe“ im Rahmen des DEWOG-Wohnungsfürsorge-Revisionsverbandes ab 1924 bis 1933, Organisation der Produzenten- und Konsumentenseite im freigewerkschaftlich-gemeinwirtschaftlichen ADGB-Verbund (Martin Wagner (Stadtbaurat) & August Ellinger (VsB-Geschäftsführer im Deutschen Baugewerksbund))

Bereits im § 2 des Statuts des Deutschen Baugewerksbundes vom Mai 1922 wurde als Zweck unter anderem die Vergesellschaftung des gesamten Wohnungswesens sowie das Ziel der Herstellung aller Bauwerke nach bedarfs- und gemeinwirtschaftlichen Grundsätzen dargelegt (Gemeinwirtschaft). Entsprechend beantragte der Leipziger Gewerkschaftstag der Bauarbeiter auf dem ADGB-Bundeskongreß im selben Jahr noch die Behandlung der Wohnungsfrage. Jedoch ließen die desolaten wirtschaftlichen Verhältnisse der Inflationszeit bis zur Einführung der Rentenmark praktische Gründungen eigener betriebswirtschaftlicher Organisationen im Umfeld freier Gewerkschaften zunächst als nachrangig erscheinen – das Thema der Wohnungsfrage wurde bis zur volkswirtschaftlichen Konsolidierung im Deutschen Reich wiederholt vertagt.

### Gründung des DEWOG-Verbundes im Gewerkschafts- und Genossenschafts-Umfeld
Mit seinem Vortrag Neue Wege zum Kleinwohnungsbau entwickelte Martin Wagner schließlich am 26. Januar 1924, aus einer Situationsbeschreibung der wirtschaftlichen Lage seit der Kaiserzeit bestehender Wohnungsbau-Genossenschaften nach dem Ersten Weltkrieg, den politischen und sozialen Umbrüchen der Konstitutionsphase der Weimarer Republik sowie der Inflationszeit heraus, das Konzept eines dreistufigen Lokalverbundes auf der Basis baugenossenschaftlicher, kommunaler und gewerkschaftlicher Kooperation zum Zwecke der Erstellung von Wohnraum in Wohnsiedlungen, zunächst für zu versorgende Mitglieder der oben genannten freien Gewerkschaftsverbände und assoziierter Wohnungsbaugenossenschaften mit entsprechender politischer Ausrichtung.
Die DEWOG sollte zusammen mit dem Verband sozialer Baubetriebe (VsB) als Produzenten-Organisation der freigewerkschaftlichen Bauhütten-Bewegung die Versorgung einer genossenschaftlich-organisierten Konsumentenseite Wohnungssuchender ermöglichen. Auch die Mitwirkung bestehender Waren-Konsumgenossenschaften, wie Läden der Konsumgenossenschaft Berlin und Umgebung (Konsum), im sozialen Umfeld freier Gewerkschaften sowie der sozialdemokratischen Parteien wurde bei Siedlungsprojekten bewusst initiiert.
Intention war also nicht nur ein gewerkschaftliches Mitbestimmungsrecht an der kapitalistischen Produktion, sondern der konkrete Aufbau von gemeinwirtschaftlichen Eigenbetrieben der organisierten Arbeiter- und Angestelltenschaft – als Weg zur „aktiven Demokratisierung des heutigen Wirtschaftssystemes“ sowie Schrittes „zur praktischen Durchführung des Sozialismus“ (ADGB-Kongress in Hamburg 1928). Betriebsüberschüsse, soweit diese nicht den versorgten Mitgliedern, also der „breiten Massen der Arbeitnehmer“ zufließen, sollten stets zur Stärkung und Entwicklung jener gemeinwirtschaftlichen Eigenbetriebe eingesetzt werden (3. AfA-Gewerkschaftskongress 1928 in Hamburg).
Erst nach dem Ende der Inflationszeit und einer Währungsreform mit Einführung der Rentenmark gelang es den Kommunen mittels Fördermitteln aus Hauszinssteuer-Einnahmen (Belastung vorzeitig entschuldeten Hausbestandes), die Baukonjunktur hinsichtlich Abbaues massiver Wohnraumversorgungsprobleme (welche nicht nur in der Industriemetropole Berlin bereits zur Vorkriegszeit bestanden) relevant anzukurbeln.

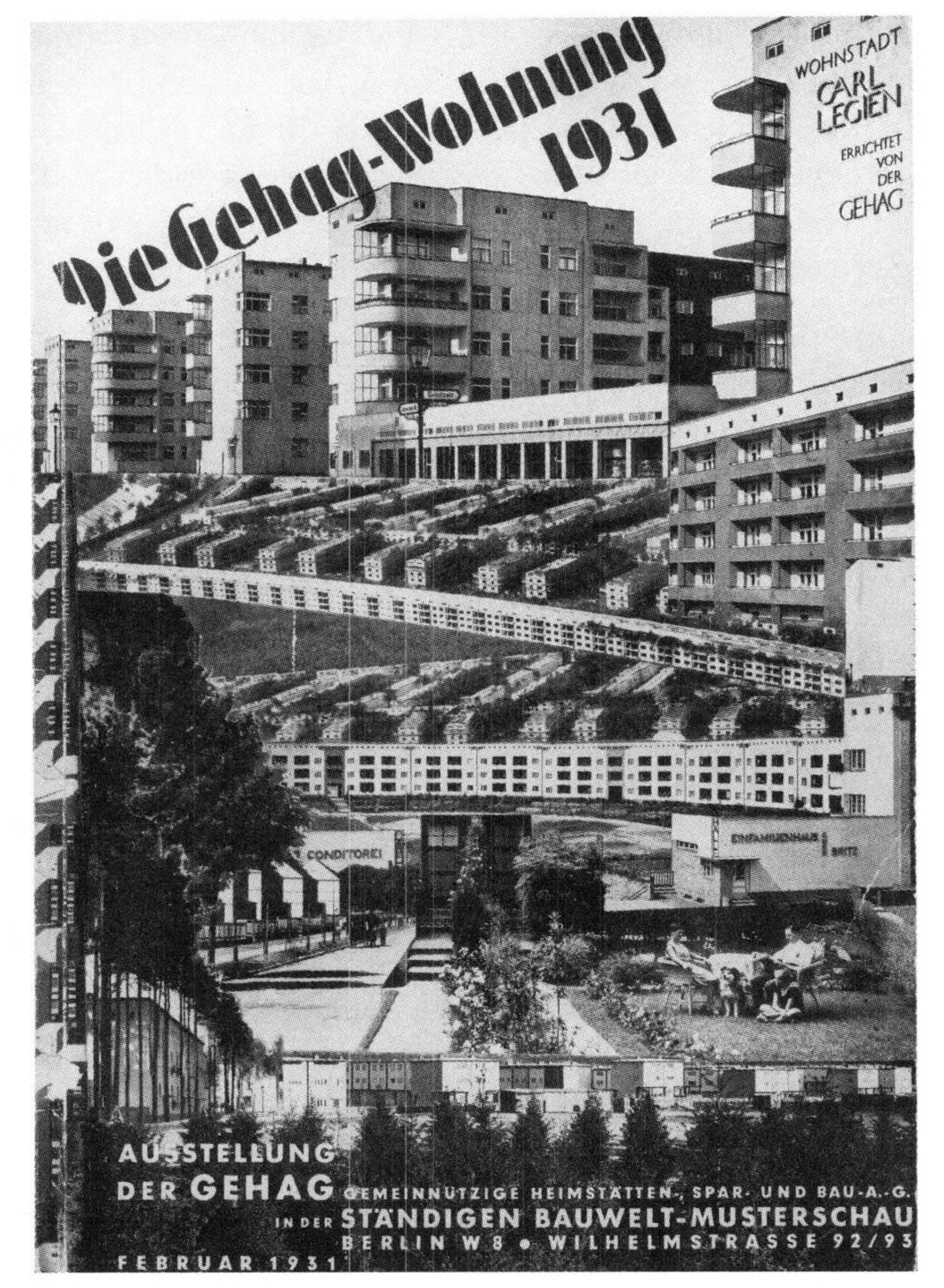
Die GEHAG-Wohnung, Cover der Ausstellungs-Werbebroschüre von 1931; Hrsg.: August Ellinger & Franz Hillinger, GEHAG Berlin im ADGB-Verbund

Als gemeinwirtschaftliche Berliner Projektentwicklerin und Bauträgerin firmierte ab 14. April 1924 die Tochtergesellschaft GEHAG (Gemeinnützige Heimstätten-, Spar- und Bau-Aktiengesellschaft AG) unter Leitung des Architekten Richard Linneke, welcher bereits im Folgejahr durch Franz Gutschmidt (Vorstand 1925 bis 1933) abgelöst wurde. Richard Linneke leitete in Nachfolge von Martin Wagner (jener wurde als Schöneberger Stadtbaurat zum Stadtbaurat des Berliner Magistrats berufen) die DEWOG in der Mark Brandenburg und organisierte die Gründung von DEWOG-Tochtergesellschaften in anderen Provinzen des Deutschen Reiches. „… Die Dewog ist eine Zentralgesellschaft, die sich für den praktischen Wohnungsbau örtliche Tochtergesellschaften geschaffen hat … Zweigstellen der Dewog bestehen heute in: Altona, Augsburg, Berlin, Braunschweig, Bremen, Breslau, Dresden, Essen, Frankfurt/Main, Gleiwitz, Hamburg, Harburg, Königsberg/Pr., Leipzig, München, Rostock, Schwerin. Alle diese Gesellschaften und Zweigstellen bauen in einem größeren Bezirk, auch ausserhalb ihres Sitzes…“ (Richard Linneke 1931). Erstellt wurden ab 1925 Wohnanlagen für bestehende Baugenossenschaften (Betreuung bestehender Verbund-Mitglieder, ggf. örtliche Neugründungen) und kommunale Wohnungsunternehmen. Die Verwaltung jener Wohnanlagen sollte in der Regel regional in genossenschaftlicher Selbstorganisation der Wohnanlagen- und Siedlungs-Bewohnerschaften erfolgen. Die Siedlungsgenossenschaften in der preußischen Provinz Brandenburg wurden zeitgerecht zumeist als Gewoba, mit Zusatz des Ortsnamens, gegründet. In Berlin firmierte die EINFA (Berliner Gesellschaft zur Förderung des Einfamilienhauses Besitz- und Verwaltungsorganisation der GEHAG) praktisch als Verwaltungsorgan, soweit keine genossenschaftliche Organisation zur Verfügung stand, zum Beispiel in der Britzer Hufeisensiedlung (Reformwohnungsbau mit heutigem UNESCO-Weltkulturerbe-Status).

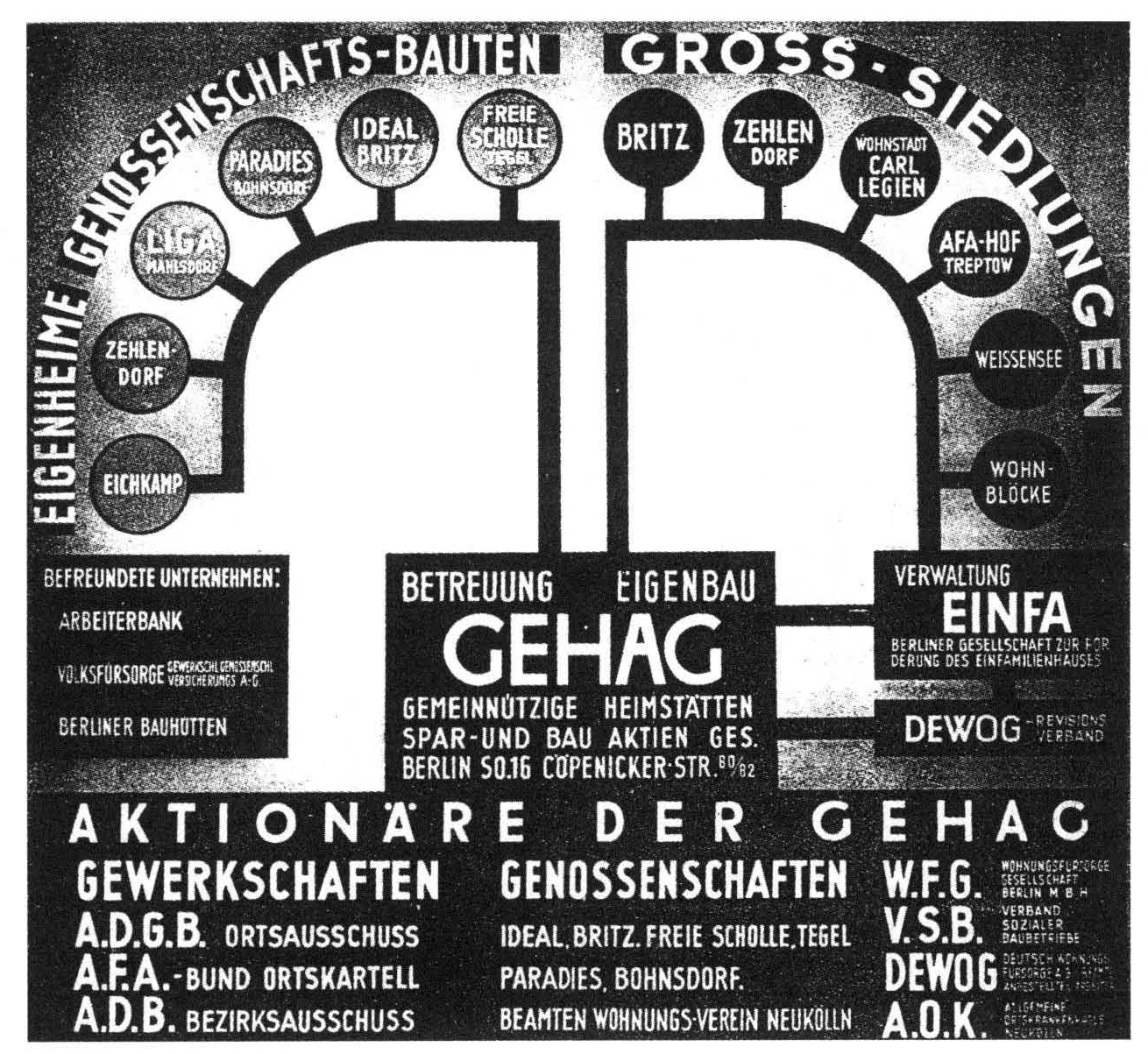
GEHAG-Organisationsschema, Aktionäre der GEHAG, Berlin um 1930

Die GEHAG wurde seitens der folgenden Aktionäre zunächst mit einem Stammkapital von 50.000 RM ausgestattet. Jene Aktionäre waren freigewerkschaftliche Organisationen wie der Gesamtverband sowie die Berliner Ortskartelle des Allgemeinen Deutschen Gewerkschaftsbundes (ADGB), des Allgemeinen freien Angestelltenbundes (AfA-Bund), des Allgemeinen Deutschen Beamtenbundes (ADB), des Verbandes sozialer Baubetriebe (VsB), die Berliner Wohnungsfürsorge-Gesellschaft m.b.H. (WFG als Rechtsvorgängerin der Berliner GSW), die Allgemeine Ortskrankenkasse der Stadtgemeinde Neukölln (AOK), die Bank der Arbeiter, Angestellten und Beamten A.G. (Arbeiterbank) sowie die tendenziell sozialdemokratisch orientierten Baugenossenschaften Freie Scholle e.G. zu Berlin-Tegel, die Neuköllner Baugenossenschaft Ideal e.G., die Siedlungsgenossenschaft Lichtenberger Gartenheim e.G. (LiGa), die Bohnsdorfer Arbeiterbaugenossenschaft Paradies e.G., sowie der Beamtenwohnungsverein zu Neukölln e.G. Ferner waren vertreten der Verband Deutscher Buchdrucker, der Verband der Lithographen und Steindrucker, der Verband der Buchbinder und der Verband der Graphischen Hilfsarbeiter, der Deutsche Baugewerksbund sowie der Fabrikarbeiterverband. Als befreundete Unternehmen beteiligten sich die Volksfürsorge-Versicherung A.G. und die Konsumgenossenschaft Berlin und Umgegend e.G. (Konsum) an den Bauprojekten – die Volksfürsorge an der Finanzierung – während die Konsum in diversen Siedlungen die miterrichteten Läden betrieb. Zeitweise betreute die GEHAG auch den Berliner Spar- und Bauverein e.G. (heutige Berliner Bau- und Wohnungsgenossenschaft von 1892 e.G.) – für diesen wurde am Stadtrand in Berlin-Wedding die Wohnsiedlung am Schillerpark errichtet (mittlerweile auch UNESCO-Weltkulturerbe) – nach Entwürfen des Chefarchitekten der GEHAG, Bruno Taut (ab 1924 bis zur nationalsozialistischen Beschlagnahme des freigewerkschaftlichen Vermögens sowie Gleichschaltung der GEHAG ab dem 2. Mai 1933 in jener Funktion).

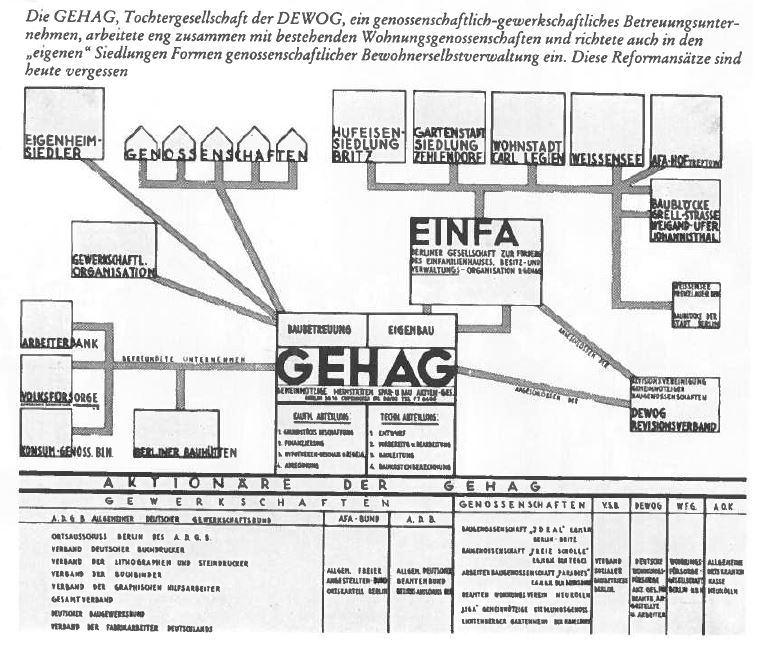
GEHAG im DEWOG-Revisionsverbund, Organisations-Schema freigewerkschaftlich-genossenschaftlicher Gemeinwirtschaft um 1930 (Auszug Novy+Prinz 1987 S. 124, deren damalige Quellenangabe ist das AGk Archiv für Genossenschaftskultur Bielefeld)

Als DEWOG-Kontaktarchitekt in den preußischen Provinzstädten der Mark Brandenburg, soweit diese sozialdemokratisch dominiert (Arbeiter und Angestellte von Industrieansiedlungen oder Ähnliche) und dem modernen, Neuen Bauen aufgeschlossen waren, fungierte, per engem Kontakt zum DEWOG-Leiter Richard Linneke, im Wohnsiedlungsbau häufig der junge Berliner Architekt Willi Ludwig (Trebbin, Luckenwalde, Finsterwalde, Guben, Cottbus und anderswo). Bemerkenswert ist auch die Rathenower Zeilenbau-Wohnanlage am Friedrich-Ebert-Ring für Mitarbeiter der optischen Industrie in Rathenow nach Entwürfen des Celler Architekten Otto Haesler.
Auch der jüngere Bruder und Architekt in der Sozietät der Gebrüder Taut & Hoffmann (Franz), Max Taut, war stets direkt für diverse Gewerkschaften relevant und kontinuierlich aktiv. Nach seinem noch expressionistisch geprägtem Grabmal Wissinger mit Arkadenbögen auf dem Stahnsdorfer Friedhof südlich Berlins (1921) plante und leitete er von 1922 bis 1924 den sachlich-rational eine Stahlbetonskelett-Baukonstruktion herausstellenden Bau des Bürohauses des ADGB in der Wallstraße (Berlin-Mitte; einige expressionistische Innenraumgestaltungen zum ADGB-Bürohaus entwarf Walter Würzbach), von 1924 bis 1926 das Verbandshaus der deutschen Buchdrucker in der Dudenstraße 10 (Berlin-Kreuzberg) sowie von 1928 bis 1930 das Verwaltungsgebäude der Reichsknappschaft am Breitenbachplatz in Berlin-Wilmersdorf. Zudem plante er für 1926 die Ausstellungshalle des ADGB auf der GeSoLei in Düsseldorf. In Berlin-Spandau konzipierte Max Taut von 1929 bis 1931 für die assoziierte Konsumgenossenschaft Berlin und Umgegend e.G. am Telegrafenweg in Havelnähe eine Bäckereifabrik aus zwei symmetrisch-parallel um einen Hof angelegten Trakten, wiederum in Skelettbauweise (teils Stahl-, teils Stahlbetonkonstruktion) samt Ziegelausfachungen. Etwas zeitversetzt, von 1930 bis 1932, folgte für dieselbe Konsum-Bauherrin die Errichtung des Warenhochhauses am Kreuzberger Oranienplatz in Berlin. Damit erwies sich Max Taut, was die klare und rationale Formensprache jenes urbanen Neuen Bauens betrifft, explizit als wesentlich konsequenter und avantgardistischer als sein dem Wohnsiedlungsbau der GEHAG verschriebener älterer Bruder, Bruno Taut – welcher in Zusammenarbeit mit Gartenbau- und Freianlagenplanern wie Leberecht Migge („Jedermann Selbstversorger“) zeitweise noch das durchgrünte, vorstädtischen Gartenstadt-Idyll samt Mietergärten, allerdings in niedriggeschossiger „verdichteter Bauweise“, präferierte, wie er es bereits vor dem Ersten Weltkrieg in Berlin-Altglienicke am Falkenberg in der Tuschkastensiedlung für die Deutsche Gartenstadtgesellschaft bzw. später in der Gartenstadt-Kolonie Reform bei Magdeburg realisiert hatte.
Der junge österreichische Architekt Hans Waloschek war, wie auch sein älterer Bruder Willi (samt ihrer Ehefrauen), bereits 1922 in der Wiener Siedlerbewegung aktiv und arbeitete dort im Büro des österreichischen Siedlerverbandes, geleitet von Professor Dr. Otto Neurath (Soziologe, Philosoph) unter anderem an der Erschließung neuer Wohnregionen im Wiener Umland, so des Hütteldorfes Eden am Wienerwald mit, bei welchem dessen Bewohner relevante Selbsthilfe-Bauleistungen im Straßenbau abzuleisten hatten (pro Siedler-Person etwa 2000 Arbeitsstunden). Im Jahre 1926 unternahm Hans Waloschek eine Studienreise in die Niederlande. um die dortige Kunst- und Architekturbewegung De Stijl vor Ort in Augenschein zu nehmen, sowie nach Deutschland, um den modernen und funktionalen Baustil sowie Rationalisierungs- und Typisierungs-Methoden des Neuen Bauens der Weimarer Moderne zu studieren. Zu Beginn des Jahres 1927 zog Waloschek – mit beruflichen Empfehlungsschreiben des österreichischen Siedlerverbandes – nach Berlin und suchte den Geschäftsführer der DEWOG, Richard Linneke auf. Auf Empfehlung Linnekes wurde Waloschek im Berliner Büro des jungen, aber beruflich bereits gut etablierten Architekten Willi Ludewig angestellt. Seit Studienzeiten war Waloschek mit dem Juristen und DEWOG-Verbandsrevisor Dr. Ernst Bodien befreundet. Bald entstanden offenbar auch gute und vertrauensvolle Privatkontakte zwischen Richard Linneke, Ernst Bodien, Willi Ludewig und Hans Waloschek. Gegen Ende des Jahres 1927 wurde Hans Waloschek offeriert, vom Architekturbüro des DEWOG-Kontaktarchitekten Willi Ludewigs auf einen gut dotierten Planerposten in das Baubüro Mitteldeutschland der DEWOG zu wechseln. Daraufhin heiratete Hans Waloschek seine Lebenspartnerin Grete Stark (diese war bis zur Auflösung des österreichischen Siedlerverbandes bis 1924 auch in der Wiener Siedlerbewegung aktiv) und nahm seine Arbeit zunächst hinsichtlich Gründung einer Dresdener DEWOG-Tochtergesellschaft auf. Waloschek wurde seitens der Berliner DEWOG-Zentrale mit 5.000 RM in bar ausgestattet nach Dresden entsandt, um dort eine Niederlassung zu gründen. Solche wurde als GEWOG Dresden am 7. Mai 1928 als Firma im Handelsregister der Stadt Dresden eingetragen. Waloschek übernahm die Aufgabe des Leiters.
Als GEWOG-Geschäftsführer wurde jedoch bereits 1927 der ortsansässige Kommunalpolitiker Richard Rösch vorgesehen. Dieser gelernte Zimmerer und spätere Zeitungsredakteur (schließlich Leiter des Aachener Volksblattes) engagierte sich in der sozialdemokratischen Arbeiter- und Gewerkschaftsbewegung. Nach Trennung von seiner ersten Frau, einer Abgeordneten im preußischen Landtag, siedelte Rösch nach Dresden um. Von 1917 bis 1922 war er USPD-Mitglied, kehrte aber 1922 als Redakteur der Dresdner Volkszeitung in die SoPaDe zurück und vertrat bereits ab 1923 die Partei als Dresdner Stadtrat, übernahm dortigen Fraktionsvorsitz und bekleidete diverse Ausschuss- und Aufsichtsratsposten in kommunalen Eigenbetrieben. In Zusammenarbeit mit Richard Rösch erregte Hans Waloschek überregionales Aufsehen mit der Errichtung der neuen Großsiedlung Trachau (Hans-Richter-Siedlung) im Dresdener Vorort als bedeutendem Beispiel Neuen Bauens. Rösch war zudem Aufsichtsratsmitglied der beim Trachauer Siedlungsbau beteiligten Gewobag sowie der Dresdner Baugemeinschaft GmbH. Auch hinsichtlich Zentren der kulturellen und politischen Begegnung und der Veranstaltungsstätten von Sozialdemokratie und Gewerkschaften waren Waloschek wie auch Rösch ab 1928 bei der Errichtung von kommunalen Volkshäusern in Riesa und Dresden-West tätig.
Die DEWOG hielt als dominierende Zentralorganisation stets die Mehrheitsanteile an solchen regionalen Tochtergesellschaften und Niederlassungen in anderen Provinzen des Deutschen Reiches. Über derartige Organisationsstrukturen referierte der DEWOG-Leiter und Architekt Richard Linneke auch international reisend, wie zum Beispiel 1931 beim Schweizerischen Verband für Wohnungswesen und Wohnungsreform, wie auch bei Kongressen der im ADGB organisierten Gewerkschaftsverbände oder auch auf kleinerer regionaler Ebene bei hinsichtlich Bauprojekten zu betreuenden örtlichen Baugenossenschaften und Bauunternehmen.

### Nationalsozialismus und DAF
Im Tausendjährigen Reich (1933 bis 1945) wurden nach der NS-Machtübernahme/-Ausübung nicht nur gewerkschaftliche Organisationsaktivitäten unterbunden, sondern insbesondere freigewerkschaftliche Unternehmen des ADGB zügig besetzt, beschlagnahmt und dem Vermögen der Deutschen Arbeitsfront (DAF) unter Führung von Robert Ley vereinnahmt. Der DEWOG-Gesamtverband wurde aufgelöst und die nationalsozialistische DAF trat an dessen Stelle und wurde somit, auch in anderen Wirtschaftszweigen agierend, bald zur finanzstärksten Massenorganisation des NS-Reiches. Derartige Unternehmen der DAF konkurrierten weiterhin konkret mit deutschen Unternehmen der Privatwirtschaft (deren Eigentümerschaften allerdings in Arisierungs-Aktionen unter erheblicher Drucksetzung, meist unter amtlich-behördlicher Beteiligung, wechselten).
Der sozialdemokratische Dresdner GEWOG-Geschäftsführer Richard Rösch wurde bereits im März 1933 verhaftet und bis Ende April in der Dresdener Haftanstalt Mathildenstraße in Schutzhaft genommen. Er wurde seiner politischen und beruflichen Ämter gewaltsam enthoben. Nach Misshandlungen in der Haftzeit wurde er bereits schwer erkrankt aus der Haft entlassen und seine Familie zog in die Provinzstadt Cunewalde zum Familienwohnsitz seiner zweiten Ehefrau um. Drei Jahre später erlag er am 18. Oktober 1936 einem Schlaganfall.
Der Berliner Stadtbaurat und relevant prägende Mitinitiator sowohl des VsB als auch der DEWOG-Bewegung, Dr.-Ing. Martin Wagner, wurde zeitnah nach nationalsozialistischer Machtergreifung bereits 1933 aus seinem Amt als Stadtbaurat des Berliner Magistrats sowie aus dem öffentlichen Dienst entlassen, welchem er bereits seit 1911, einst als Stadtbaumeister in Rüstringen bei Bremerhaven langjährig angehörte. Wagner emigrierte 1935 (zu Regierungszeiten Kemal Atatürks) zunächst als Stadtbauberater in die Türkei, um dann 1938 für Universitätslehrtätigkeiten (Harvard in Cambridge Mass.) in die Vereinigten Staaten umzusiedeln. In der Nachkriegszeit wirkte er bis zu seinem Tode am 28. Mai 1957 nur noch theoretisch. Sein organisations- und baupraktisches Fachwissen war in der Wiederaufbauphase des zerstörten Nachkriegs-Deutschlands selbst in Anbetracht Millionen mit Wohnraum zu versorgender Heimatvertriebener aus den Ostprovinzen offenbar von der im Reich verbliebenen Kollegenschaft nicht mehr gefragt.
Dezentrale Selbstverwaltungen von Wohnsiedlungs-Bewohnerschaften nach einstigem freigewerkschaftlichem Ideal-Organisationsschema einer Wirtschaftsdemokratie, zum Beispiel der Berliner DEWOG-Tochtergesellschaft GEHAG, waren NS-Machthabern suspekt. Es wurde auch im Sozialen Wohnungsbau bei kommunalen Wohnungsunternehmen aus der Weimarer Gründungszeit ein hierarchisches und straffes „Führerprinzip“ mit systemkonformen, NS-linientreuen Parteigenossen für eine fiktive Volks- bzw. Betriebsgemeinschaft eingeführt und durchgesetzt. Die Prinzipien der wirtschaftlichen Selbstorganisation sowie die demokratische Mitbestimmung – auch in Wohnungsbaugenossenschaften – waren somit liquidiert.

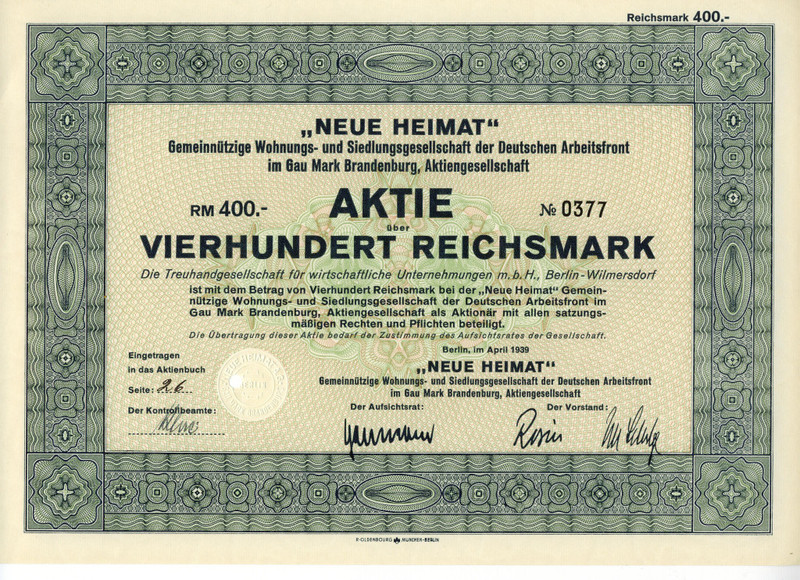
Namensaktie vom April 1939 der „NEUE HEIMAT“ Gemeinnützige Wohnungs- und Siedlungsgesellschaft der Deutschen Arbeitsfront im Gau Mark Brandenburg, Aktiengesellschaft

Die diversen sonstigen, regionalen DEWOG-Tochtergesellschaften (Gewoba´s, GEWOG usw.) wurden nach Gleichschaltung zudem mit dortigen kommunalen und anderen Wohnungsbaugesellschaften zu größeren Organisationseinheiten zwangsfusioniert und ab 1939 pro deutschem Gau aus gleichgeschalteten und zwangsfusionierten, kommunalen oder ähnlichen Wohnungsunternehmen vormaliger Weimarer Republik zum Zwecke des Sozialen Wohnungs Baues gebildet, zum Beispiel die NEUE HEIMAT NH im Gau Mark Brandenburg. Häufig waren NH-Vorgängerinnen die ab Mai 1933 gleichgeschalteten regionalen DEWOG´s (einst freigewerkschaftlicher Revisionsverband). Nationalsozialisten in Führungspositionen der Bau- und Wohnungswirtschaft und DAF-Parteiunternehmen hatten somit im Frühjahr 1945 allen Grund, ihre Spuren durch umfangreiche Aktenvernichtungen vor dem Erscheinen alliierter Besatzer zu verwischen.
Auch die Berliner GEHAG, gleichfalls umfirmiert als regionale Wohnungsfürsorge-Gesellschaft der DAF, übte schließlich in neuer und vergrößerter Organisationsform auch die zentrale Verwaltung bisheriger und neuerrichteter Wohnanlagen des Sozialen Wohnungs Baues der 1930er-Jahre aus – nunmehr wurden neue Wohnsiedlungen jedoch mit Sattel- oder Walmdächern und volkstümelnden Fassadendekors im Heimatschutz-Stil errichtet.
Die veränderten Ansprüche an die Architektur in der Zeit des Nationalsozialismus samt Renaissance einer Heimatschutz-Baustilistik werden bereits in anderen Artikeln ausführlich dargestellt.
Für die Vermögensverwaltung ließ die Deutsche Arbeitsfront DAF des nationalsozialistischen Regimes in der Potsdamer Straße 182 von 1938–1939 ihre Hauptverwaltung errichten (Berlin-Schöneberg). Geplant wurde jene 1935–1936 vom leitenden Architekten der DAF, Julius Schulte-Frohlinde (eingetragenes Baudenkmal in Berlin LDA, Verwaltungsgebäude der Deutschen Arbeitsfront).
Auch halbrund um den Fehrbelliner Platz sowie Nebenstraßen entstanden konzentriert große Verwaltungsneubauten der DAF-Hauptverwaltung samt diverser, gleichgeschaltet vereinnahmter Wirtschaftsunternehmen (Kaufhaus-, Versicherungs-, Baubranche usw.), wie zum Beispiel das spätere Stadtbezirks-Rathaus Wilmersdorf, städtebaulich architektonisch konzipiert von Otto Firle.
Mit Verkündung der Gesetze und Verordnungen der NS-Kriegswirtschaft im Jahre 1939 kam die Wohnungsbauproduktion weitgehend zum Erliegen, denn Material- und Bauarbeiter-Ressourcen wurden nunmehr in Wehrbauten und Rüstungsbetrieben konzentriert eingesetzt. Trotz dessen betrieben staatliche Bau- und Planungsabteilungen ihre Typisierungs- und Normierungs-Bestrebungen für einen „Sozialen Wohnungsbau für breite Schichten einer Volksgemeinschaft“ in künftiger Nachkriegszeit theoretisch weiter (Ernst Neufert´s Normungs-/Typenstudien, KFZ-Verkehrsachsenplanungen, Konzeption der Lage künftiger Vorstadt-Wohnquartiere usw.). 1940 wurde sogar noch das erste deutsche Wohnungsgemeinnützigkeitsgesetz (WGG) erlassen – zunächst jedoch mangels Wohnungbauoptionen noch ohne reale, praktische Funktion.

### Nachkriegszeit – Brüche und biografische Kontinuitäten
Die Hamburger Niederlassung der NH übernahm die Federführung jenes an den neugegründeten DGB (als Einheitsgewerkschaft) übergebenen Konzernes in der Nachkriegszeit zunächst nur in der Britischen Besatzungszone und anschließend bundesweit. Offenbar passte die Nazi-Namensschöpfung Neue Heimat weiterhin in die politische Nachkriegs-Landschaft der Bundesrepublik – mit einer millionenfachen Anzahl Heimatvertriebener aus einstigen deutschen Ost-Provinzen (welche gemäß Jalta-Abkommens seit 1945 russisch bzw. polnisch geprägt sind). Auch der SPD-Vorsitzende Kurt Schumacher argumentierte als Vertriebener. Doch auch im Personal des Städtebaues im Nachkriegsdeutschland bestanden personelle Kontinuitäten Etablierter samt ihren Seilschaften fort (aus dem Exil Zurückkehrende trafen weiterhin auf Vorbehalte) – erfahrene Ingenieure waren für den Wiederaufbau unentbehrlich. Allerdings hatte sich die Architekturströmung der rationellen Moderne in Verbindung mit einer Ideologie organisch-autogerechter Städte und gegliederter Funktionszonen mittlerweile international durchgesetzt (Verkehrstrassenplanungen wurden in beiden Teilen Deutschlands fortgeführt).
Nach Kriegsende 1945 wurde die GEHAG zunächst einige Jahre als aufzulösendes DAF-Unternehmen des faschistischen Nationalsozialismus alliiert verwaltet. Die Eigentumsübertragung durch die alliierten Kriegs-Hauptsiegermächte, zumindest in drei West-Besatzungszonen und den drei Berliner Westsektoren (amerikanisch, britisch, französisch), welche der über hundertjährige Karl-Heinz Peters (langjähriger Vorstandsvorsitzender jener Nachkriegs-GEHAG) in seiner Taschenbuch-Appell Von der Gemeinnützigkeit zum Profit…. ausführlich darstellt, erfolgte zu gleichen Drittel-Teilen an zwei neu gegründete Gewerkschaftsorganisationen, einerseits den Deutschen Gewerkschaftsbund DGB, andererseits die Deutsche Angestellten-Gewerkschaft DAG – sowie nunmehr explizit auch an das Land Berlin, da in der NS-Zeit einige kommunale Wohnanlagen/-Unternehmen mit der GEHAG der DAF verschmolzen worden waren.
Sehr ausführlich widmet sich, quasi als Antipol zu Karl-Heinz Peters, das (ambitionierte und wohlwollende) Gewerkschaftsmitglied Kurt Hirche 1966 in seiner Darstellung „Die Wirtschaftsunternehmen der Gewerkschaften“ rekapitulierend, jener langwierigen und sich bis 1963 hinziehenden Restitutionsprozesse hinsichtlich vielfältiger gewerkschaftlicher Unternehmen und Unternehmensbeteiligungen des ADBG, der Konsumgenossenschafts-Bewegung, wie auch diverser christlicher Richtungsgewerkschaften, Beamten- und Angestellten-Berufsverbände (nach Branchen geordnet), aus der Kaiserzeit des Deutschen Reiches und der Weimarer Republik durch die Alliierten Kontrollbehörden in Nachkriegs-Besatzungszonen sowie deren Nachfolgeeinrichtungen in der Bundesrepublik sowie Berlin (West). Denn diese waren 1945 nach Alliiertem Kontrollratsbeschluss als gleichgeschaltetes Eigentum der NS-Organisation im Besitz der DAF „Deutschen Arbeitsfront“ zunächst komplett beschlagnahmt worden. Als schwierig erwies sich dabei insbesondere, dass nach den Erfahrungen, welche zum Ende der Weimarer Republik bzw. durch Gewaltmaßnahmen und Repressionen begleiteten Machtergreifung der Nationalsozialisten, tendenziell statt vormalig politisch-kulturell zersplitterter Diversifizierung der Arbeitnehmerorganisationen, eine nunmehr einzig nach Branchen organisierte Einheitsgewerkschafts-Bewegung angestrebt wurde. Insbesondere derartig intendierte Neugründungen von Gewerkschaften wurden zum massiven Hindernis beim wirtschafts-juristischen Nachweis der vielfältigen, ab 1945 gestellten Rechtsnachfolgeschaftsansprüche in vier Besatzungszonen des infolge des Jalta-Abkommens nicht nur verkleinerten, sondern auch geteilten ehemaligen Reichsgebietes – aus welchem, ab 1949, die neuen Staaten Bundesrepublik Deutschland (BRD) bzw. Deutsche Demokratische Republik (DDR) hervorgingen.
Zunächst in der britischen Besatzungszone hatte sich, im August 1946 ein erster Gewerkschaftskongress in Bielefeld gegenüber dem bevollmächtigten Vertreter der Militärregierung über die fällige Rückgabe des Gewerkschaftsvermögens prinzipiell verständigt. Im April 1947 lag eine Kontrollratsdirektive vor, dass der mit Genehmigung der Militärregierung (britische Zone) ins Leben gerufene „Deutsche Gewerkschaftsbund“ DGB als ausreichend legitimierte Institution in die Lage versetzt war, Rückgabeverhandlungen entsprechend 1947 (ergänzt im Frühjahr 1948) erlassener Durchführungsbestimmungen führen zu können. Auf Beschluss der Bundesorgane des DBG wurde als Instrument und Rechtsnachfolgerin mit einem Kapital von zunächst nur 80.000 Reichsmark die VTG „Vermögens- und Treuhandgesellschaft des Deutschen Gewerkschaftsbundes für die britische Besatzungszone und das Land Bremen m.b.H.“ gegründet. Desgleichen entstanden auch in den anderen Besatzungszonen- und Ländergewerkschaftsbünden derartige VTG´s. Im Herbst 1949 wurde in der aus den drei westlichen Besatzungszonen hervor gegangenen Bundesrepublik Deutschland der vereinigte „Deutsche Gewerkschaftsbund“ DGB gegründet (zentraler Hauptsitz in Düsseldorfer Stromstraße) – und diejenige der britische Zone organisatorisch zur zentralen VTG.
Erst später gründete sich zudem die konservativere „Deutsche Angestelltengewerkschaft“ DAG als Berufsverband heraus, deren separate Ansprüche zum Beispiel der noch junge Jurist Karl-Heinz Peters (er trat erst in den 1930er-Jahren ins Berufsleben) gegenüber dem britischen Custodian für Wohnungswirtschaft vertrat. Der DGB und die DAG als „Nachfolgeorganisationen“ (juristische Rechtsnachfolge war nicht möglich) mussten mühselig und detailliert zu jedem einzelnen, vormaligen Gewerkschafts- bzw. Konsumgenossenschaftsunternehmen die Nachweisführung antreten. Da die Gewerkschaften als nicht rechtsfähige Personenvereinigungen zum Beispiel keine Grundstücke erwerben konnten, waren vormals häufig persönlich-bevollmächtigte Vertreter der früheren Gewerkschaftsorganisationen oder Vermögensverwaltungen diverser Rechtsformen in den amtlichen Grundbüchern eingetragen (Richard Linneke, Hans Waloschek usw.). Soweit diese, anhand von amtlichen Dokumenten zu legitimierenden Personen den Krieg überlebt hatten, war ggf. seitens Dritten – stets im individuellen Ermessen – zu entscheiden, welche Organisation die Tradition und Ziele der früheren, von nationalsozialistischen Machthabern, im Rahmen der „Gleichschaltung“ zur DAF juristisch aufgelösten Verbandes der Weimarer Republik fortführen sollte.
In der britischen Besatzungszone fand am 4. Februar 1949 die erste Sitzung eines für die Rückgabeverhandlungen eingesetzten „Gewerkschafts-Prüfungsausschusses“ statt. Es wurden kleinteilig jeweilige Einzelansprüche auf entzogene Grundstücke, Hypotheken und Unternehmensbeteiligungen behandelt. Solches Procedere dauerte in der Bundesrepublik etwa ein Jahrzehnt an. Ansprüche auf andere entzogene Vermögenswerte, wie Bargeld, Bankguthaben, Forderungen, Wertpapiere und Mobilien wurden dagegen erst im Bundesentschädigungsgesetz von 1953 bzw. durch das Bundesrückerstattungsgesetz von 1957 in die juristischen Wege geleitet. Schließlich vergingen somit ganze 17 Jahre nach dem Ende des Nazi-Reiches, bis die Arbeitnehmerorganisationen jene diffizile Vermögensreorganisation im Rahmen der „Rückübertragung“ und „Wiedergutmachung“ abgewickelt hatten. Außerdem wurden selbstverständlich nicht nur die betriebswirtschaftlichen „Aktiva“ übertragen, sondern auch die auf den einzelner Rechtsobjekten liegenden Forderungen waren stets rückwirkend angemessen zu berücksichtigen. Dass sich viele Immobilien und Unternehmen nach dem Zweiten Weltkrieg in ruinösen Zustand befanden, ist evident – somit stand, letztendlich finanziert aus den Mitgliedsbeiträgen der Mitglieder der neuen Gewerkschaftsverbände, eine mühselige Phase des Wiederaufbaues an.
Im IV. Buchkapitel zum Wohnungsbau (Seiten 231 bis 281) erläutert Kurt Hirche explizit, wie von Seiten der Vermögensverwaltungs-Holding des DGB, die Reintegration vormaliger regionaler Wohnungsfürsorgeunternehmen der DEWOG unter dem Dach der „Neuen Heimat“ (NS-Gleichschaltungsname wurde beibehalten), nunmehr mit deren Zentrale in Hamburg, bewusst und systematisch betrieben wurde. Die Einzel-Branchengewerkschaften des DBG stellten – jeweils zeitnah und sukzessiv – das notwendige, erhebliche Stammkapital zur Wiederherstellung der wirtschaftlichen Handlungsfähigkeit reintegrierter NH-Regionalgesellschaften (vormals DEWOG) – sowie auch für sinnvolle Konzern-Hinzukäufe – bereit. Maßgeblich war als Reorganisator der „Neuen Heimat“ der Betriebswirt Heinrich Plett betraut, welcher von der restituierten Nassauischen Heimstätte kommend, zur Hamburger Zentrale als geschäftsführender Vorstandsvorsitzender der NH delegiert wurde.
Die DGH-Vermögensholding unter dem Konzerndach der „Neuen Heimat“, hatte bis 1964 schließlich 34 regionale Wohnungsunternehmen reintegriert. Das gleichgeschaltete Angestellten-Wohnungsunternehmen des vormaligen Deutschen Handlungsgehilfenverbandes (national-konservative Tradition), die Gagfah (Gemeinnützige Aktiengesellschaft für Angestellten-Heimstätten), war zum Beispiel von der DAF zu NS-Zeiten an die Reichsversicherungsanstalt für Angestellte verkauft worden – es verblieb in der Bundesrepublik, nunmehr im Besitz der Bundesversicherungsanstalt für Angestellte BfA (welche es in den 2000er-Jahren privatisierte, aktuell im Portfolio-Bestand der Vonovia). Rückübertragungsansprüche des DGB und der DAG hinsichtlich der Gagfah wurden anderweitig im Vergleichswege geregelt und entschädigt. Das vormals relevante Finanzierungsinstitut, die „Arbeiterbank“ wurde als gewerkschaftliche „Bank für Gemeinwirtschaft“ reorganisiert – auch die gewerkschaftliche „Volksfürsorge“-Versicherungsorganisation stand als Finanzierungsquelle wohnungswirtschaftlicher Unternehmungen bald wieder zur Verfügung.

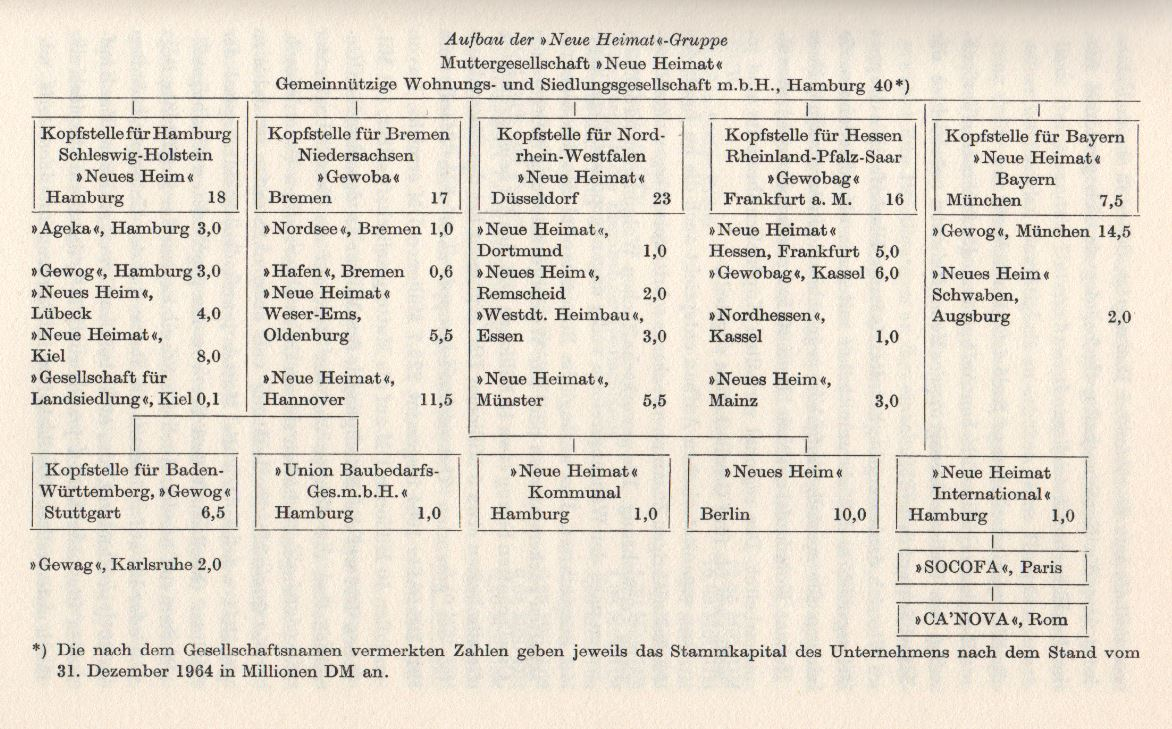
NH-Konzern, grafisches Organisationsschema des 1964 in Regional- sowie spezialisierte Dienstleistungs-Tochtergesellschaften diversifizierten Konzern-Unternehmensverbundes „Neue Heimat“ mit Zentrale in Hamburg

Der Konzern „Neue Heimat“ wurde im nächsten Jahrzehnt mehrfach reorganisiert sowie durch regionale Fusionen, die Ausgründung spezialisierter Tochtergesellschaften arbeitsteilig diversifiziert – bis hin zum größten Wohnungsunternehmen und leistungsstärksten Bauprojektentwicklungs-Dienstleister im marktwirtschaftlich-orientierten Westeuropa.
Solcherlei Expansion und Gigantomanie-Streben mündete allerdings – bei bereits sinkender Wohnungsnachfrage (Marktsättigung in der Bundesrepublik) – in der Hybris „...Bei uns können Sie eine ganze Stadt bestellen...“ des Nachfolgers und „Ziehsohnes“ von Heinrich Plett, dem geschäftsführenden NH-Vorstandsvorsitzenden Albert Vietor. Auch diese Fortentwicklung hat jener – nach dem „Neue Heimat Skandal“ (1982 erfolgte SPIEGEL-Veröffentlichung usw.) mittlerweile tiefbesorgt-erschütterte, aber hinsichtlich möglicher Reformierung offenbar noch hoffnungsvolle Gewerkschaftsfunktionär Kurt Hirche festgestellt und in seinem Buch „Der Koloß wankt? – Die Gewerkschaftsunternehmen zwischen Anspruch und Wirklichkeit“ von 1984 wiederum angemessen dargelegt.

### Privatisierung von Gewerkschafts- und Kommunal-Unternehmen
Die nach schrittweiser Privatisierung ab 1998 (zum Teil Wohn-Einzeleigentum) verbliebenen Baubestände befinden sich teilweise im Besitz der börsenorientierten Kapitalgesellschaft Deutsche Wohnen. 2021 wurden die Aktienmehrheit jener Deutsche Wohnen von der gleichfalls Börsenanlage-renditeorientierten Konkurrentin Vonovia Aktiengesellschaft übernommen.
Diverse Bundesländer haben jedoch zeitgerecht ab 1987 regionale Bestände dauerhaft in den Besitz kommunaler Wohnungsbaugesellschaften übernommen (in Hessen die GWH, in Berlin als WIR – aktuell die Gewobag WB, in Bremen die Gewoba, in Hamburg die SAGA/GWG usw.). Im Bundesland Bayern dagegen wurden einstige NH-Bauliegenschaften weitgehend an den privaten Immobilienunternehmer Alfons Doblinger privatisiert.
Die oben genannten, einst assoziierten Wohnungsbaugenossenschaften konnten ihre im Zweiten Weltkrieg infolge Kampfhandlungen bzw. Bombenschäden relevant beeinträchtigten Baubestände aus der DEWOG-/GEHAG-Gründungsperiode in der Nachkriegszeit zeitgerecht instand setzen und halten. In deren Bereich ist die historische Aufarbeitung der neblig braunen NS-Zeit samt Gleichschaltung, Führerprinzip und Ausschaltung genossenschaftlicher Mitbestimmung (Wahlgleichheit) relativ am weitesten durchgeführt und dargestellt – allerdings vor dem vorteilhaften Hintergrund einer oftmals über Generationen greifenden, familiären Genossenschaftsmitglieder-Kontinuität in wohnkultureller Nachbarschaft (Dokumente und mündliche Überlieferung).
In den 1980er-Jahren trennte sich der Deutsche Gewerkschaftsbund (DGB), wie analog auch andere Gewerkschaftsverbände, im Zuge der Neue-Heimat-Affäre sukzessiv von seinen gemeinwirtschaftlichen Unternehmensbeteiligungen, so dass eine Wirtschaftsdemokratie der Arbeitnehmerschaft zunehmend nur noch in Kategorien und Feldern der Tarifautonomie und betrieblichen Mitbestimmung stattfindet. Hinsichtlich deutscher Kommunal-, Landes- und Staats-Beteiligungen an Unternehmensvermögen wirkten sich die – nach Vorbild des britischen Thatcherismus – auch im Deutschland der Nachwendezeit degressiven Konjunkturentwicklungen der Volkswirtschaft hinsichtlich einer Liberalisierung (laissez-faire) und gravierenden Privatisierungs-Welle aus.
These: Bei kommunalen, staatlichen und gemeinwirtschaftlichen Wohnungsunternehmen hatten NS-Protagonisten wahrscheinlich nach 1945 noch ausreichend Gelegenheit zur Aktenbereinigung (ggf. -vernichtung). Diverse Berliner Bezirks-Rathaus-Bauarchive wurden zum Beispiel, zeitnah vor drohender sowjetischer Invasion/Besetzung der Reichshauptstadt, von SS-Kommandos vorsätzlich angezündet (Politik der verbrannten Asche). So sind wahrscheinlich diverse Urkunden und Dokumente jener vom NS-Regime gleichgeschalteten, gemeinwirtschaftlichen Unternehmen nur noch schwer auffindbar. Zudem waren jene beruflichen Fachleute beim Wiederaufbau des zerstörten Nachkriegs-Deutschland wahrscheinlich gefragt (und wurden bei Entnazifizierung tendenziell eher milde, nachsichtig behandelt).

## Weitere Biografien
Über die weitere Entwicklung und Verbleib von August Ellinger ab der NS-Machtergreifung 1933 liegen nur noch wenige Angaben vor – er beging am 18. Juni 1933 Suizid am Zikadenweg 60 der in o. g. Grafik aufgeführten GEHAG-Wohnsiedlung in Eichkamp (Berlin-Charlottenburg am Grunewald – daran erinnert oben abgebildeter Stolperstein am Hamburger Gewerkschaftshaus Besenbinderhof 60).
Der einstige GEHAG-Vorstand von 1925 bis 1933, der Sozialdemokrat Franz Gutschmidt, wohnhaft in der Britzer Hufeisensiedlung, stand ab Mai 1945 den amerikanischen Alliierten zu Zeiten der Custodian-Verwaltung vormaliger DAF-Unternehmen (welche gemäß Kontrollratsgesetzes Nr. 2 als Nationalsozialistische Organisation eigentlich zunächst zur Auflösung und Liquidierung vorgesehen waren) als einheimischer und honoriger Subcustodian zwar wieder zur Verfügung, war jedoch offenbar merklich derart gealtert, sodass er laut Karl-Heinz Peters „keinen Einfluss auf den Lauf der Dinge mehr nahm“. Gutschmidt verstarb 1951, noch bevor die GEHAG jeweils zu Drittelanteilen an den DGB, die DAG und das Land Berlin restituiert wurde.
Der einstige DEWOG-Revisor und Jurist, bereits Dr. Ernst Bodien wurde – laut Karl-Heinz Peters – in der Nachkriegszeit Vorsitzender des neuen Revisionsverbandes der Wohnungswirtschaft. Er verstarb 1968.
Richard Linneke wurde am 6. Mai 1933, seitens von der NSDAP zur Gleichschaltung Delegierten wie dem späteren SS-General der „Wunderwaffen“ Hans Kammler, zeitgleich genötigt, auch aus dem Aufsichtsrat kommunaler Berliner Wohnungsunternehmen wie der Gewobag zurückzutreten (M.Bienert, S. 72+73), welche als Nachfolgerin der RFG „Reichsforschungsgesellschaft für Wirtschaftlichkeit im Bau- und Wohnungswesen“ ab 1933 die große „Reichsforschungssiedlung“ in Berlin-Haselhorst in striktem Nord-Süd-Zeilenbau mit Flachdächern errichtete (heute: Fred-Forbat-Siedlung). Linneke versuchte, nach der Enteignung der DEWOG als freier Architekt Aufträge zu akquirieren – von Nationalsozialisten eingeführte Pflichtmitgliedschaften in ihre Mitglieder beaufsichtigenden Reichskulturkammern, wie jener der Bildender Künste, erschwerten derartige kontinuierliche Berufspraxis im Reichsgebiet. Er verstarb 1983.